# 노형욱 (공무원)
노형욱(盧炯旭, 1962년~)은 대한민국의 공무원으로, 제6대 국토교통부 장관(2021. 5.~2022. 5.)을 지냈다.

## 학력
- 광주제일고등학교
- ~1986년 연세대학교 정치외교학과 학사
- ~1996년 파리정치대학대학원 응용경제학과졸업(D.E.A)

## 경력
- 1986년: 제30회 행정고시 합격
- 2003년 4월: 기획예산처 예산기준과장
- 2005년 1월: 기획예산처 복지노동예산과장
- 2005년 5월: 기획예산처 중기재정계획과장
- 2006년 5월~2007년 4월: 기획예산처 재정총괄과장
- 2007년 4월~2009년 2월: 기획예산처 디지털예산회계시스템추진기획단장
- 2009년 2월~2011년 5월: 보건복지가족부 기획조정실 정책기획관
- 2011년 5월~2012년 2월: 기획재정부 공공정책국 공공혁신기획관
- 2012년 2월~2013년 4월: 기획재정부 행정예산심의관
- 2013년 4월~2014년 10월: 기획재정부 사회예산심의관
- 2014년 10월~2016년 8월: 기획재정부 재정업무관리관
- 2016년 8월~2018년 11월: 국무조정실 제2차장
- 2018년 11월~2020년 5월: 국무조정실장[1][2]
- 2018년 11월~2020년 5월: 자치분권위원회 분권제도 분과위원회 위원
- 2018년 11월~2020년 5월: 대통령직속 일자리위원회 당연직 위원
- 2019년 5월~2020년 5월: 국가기후환경회의 위원(정부)
- 2021년 5월~2022년 5월: 국토교통부 장관
- 2021년 5월~2022년 5월: 대통령직속 국가균형발전위원회 당연직위원
- 2021년 5월~2022년 5월: 녹색성장위원회 당연직위원
- 2021년 5월~2022년 5월: 2050 탄소중립위원회 당연직 위원
- 2021년 5월~2022년 5월: 대통령 직속 4차산업혁명위원회 정부위원
- 2023년 2월~: 경제·국토교통연구소 소장